# Berlin
Berlin (izgovorⓘ) je s više od 3,6 milijuna stanovnika najveći i glavni grad Njemačke i najveći grad Europske unije. Prije Drugog svjetskog rata imao je 4,5 milijuna stanovnika, a u vrijeme hladnog rata od 1949. do 1990. bio je podijeljen na Istočni Berlin i Zapadni Berlin.
Berlin je smješten na rijekama Šprevi i Havel na sjeveroistoku Njemačke. Jedna je od 16 njemačkih saveznih zemalja, sa svih strana okružen saveznom zemljom Brandenburg.
Berlin je značajan svjetski grad. Utjecaj Berlina na politiku, obrazovanje, zabavu, masovne medije, te umjetnost i kulturu, uvelike doprinosi globalnom statusu grada. Grad je također i važna turistička destinacija za domaće i strane posjetitelje. 

## Povijest

### Prvi doseljenici
Oko 720. godine dva slavenska plemena naselila su berlinsko područje. Haveljani su se naselili kraj rijeke Havel s glavnom naseobinom Brenabor, kasnije nazvanom Brandenburg. Bliže rijeci Spree u današnjem gradskom okrugu Köpenick, naselili su se Šprevani.
Haveljani oko 750. osnovali drugo mjesto pored rijeke Havel, bliže današnjem Berlinu, pod imenom Spandow (današnji Spandau). Spandau i Köpenick, oko 825. zaštićeni zidinama, ostali su glavna naselja u području današnjeg Berlina sve do 11. stoljeća.
Berlin je jedan od najmlađih europskih gradova, osnovan u 12. stoljeću. Grad se isprva sastojao od dva naselja, Berlina i Cöllna, na obje strane rijeke Spree u današnjem okrugu Mitte. Cölln se prvi put spominje u dokumentima 28. listopada 1237. godine, a Berlin 1244. Gradsko središte izgorjelo je 1830. godine kada je uništen velik broj spisa iz tadašnjeg vremena.
Dva su naselja 1307. stvorila trgovačku uniju i sudjelovala u Hanzi. Gradovi su ostali odvojeni, ali ujedinjeni sve do 1709. kada su s prigradskim naseljima Friedrichswerder, Dorotheenstadt i Friedrichstadt uključeni u novostvoreni jedinstveni Berlin koji je tada imao 60.000 stanovnika. 

### Pruska
Krunjenjem kneza Fridrika III. za pruskog kralja pod imenom Fridrik I. Berlin je dobio status glavnog grada Pruske. Značaj Berlina rastao je jačanjem Pruske koja je postala europska sila.
Hobrechtov plan iz 1862. godine bio je prvi značajan plan razvoja grada Berlina, odnosno njegove urbane strukture. Plan se smatra začetnikom modernog Berlina, a prilikom nastanka bio je uvelike negativno kritiziran od brojnih arhitekata i kasnije urbanih planera, jer se ta znanstvena disciplina tada tek razvijala. 
Prije njega, svaki distrikt grada planirao je vlastiti razvoj i taj plan podnosio caru, dok je ovaj plan prvi jedinstveni plan gradskog razvoja u kojemu se Berlin gleda kao cjelina.

### Weimarska Republika i Treći Reich
Broj stanovnika Berlina naglo je porastao tijekom 19. stoljeća, osobito kada je postao prijestolnica Njemačkog Carstva (1871.). Berlin je ostao glavnim gradom Njemačke i u doba Weimarske Republike (1919. – 1933.) te nakon dolaska Nacista na vlast.
Oko grada se otvara i prva autocesta na svijetu i zračna luka Tempelhof, koja će kasnije biti od ključne važnosti za zapadni dio grada. Postavlja se kamen temeljac za izgradnju prve radio postaje. Berlin dobiva reputaciju „elektropolisa“ na najvećoj razini jer je grad među prvima u Europi dobio elektranu koja je dodatno ojačala značenje grada. Do kraja 1920-ih više od 50% kućanstava imalo je pristup električnoj energiji.
Nacistički diktator Adolf Hitler smatrao je Berlin inferiornim u odnosu na druge velike europske prijestolnice i imao je velike planove za njegovu preobrazbu. Uz zgradu Reichstaga planirana je izgradnja Velike dvorane za 170.000 ljudi koja je trebala biti visoka 250 m i sedam puta veća od Bazilike sv. Petra u Rimu. Planirana je i Avenija pobjede široka 120 metara i dugačka 56 km na kojoj se trebao izgraditi i novi željeznički kolodvor, a pored njega i velika zračna luka. Danas je iz nacističkog razdoblja u Berlinu preostalo samo nekoliko građevina: zračna luka Tempelhof, zgrada Ministarstva zrakoplovstva (danas Ministarstvo financija), Olimpijski stadion i ulična rasvjeta na nekoliko mjesta u gradu. Hitlerov ured kancelara uništile su sovjetske trupe, a ostaci su poslužili u izgradnji sovjetskog memorijalnog centra u Treptovskom parku.

### Podijeljeni grad
Pred kraj Drugog svjetskog rata, Berlin je bio uništen 70% zahvaljujući savezničkim radarima i uličnim borbama. Zbog toga nazvan je „Vremenskom nulom“ što je značilo novi početak za grad. Berlin je podjeljen u četiri zone od strane Saveznika, Londonskim protokolom (1944.)
Četiri zone su nadzirali: SAD, Velika Britanija, Francuska i SSSR.
Berlinski sovjetski sektor, Istočni Berlin, je postao glavni grad Istočne Njemačke, koja je formirana iz Sovjetske okupacijske zone u listopadu 1949. Zapadna Njemačka je osnovana 23. lipnja 1949. iz američkih, britanskih, i francuskih zona, glavni grad je bio u Bonnu. 13. kolovoza 1961. napravljen je Berlinski zid, razdvojivši Zapadni Berlin od Istočnog i ostatka Njemačke.
Šezdesetih godina dvadesetog stoljeća, Berlin je bio centar europskih studentskih prosvjeda.

### Ponovno ujedinjenje
Berlinski zid je pao 9. studenog 1989. Tijekom ponovnog ujedinjenja Njemačke 3. listopada 1990., zid je skoro potpuno srušen. Ostali su mali dijelovi, koji najviše služe kao podsjetnici i turističke atrakcije. Njemački Bundestag je u lipnju 1991. izglasao odluku da se glavni grad Njemačke Bonn, preseli u Berlin. Berlin je ponovo postao glavni grad Njemačke. Ministarstva i vladina administracija preselili su se u Berlin 1997./1998.

## Zemljopis

### Klima
Grad Berlin leži na prijelaznom području između vlažne atlantske i suhe kontinentalne klime. Prosječna godišnja temperatura iznosi oko 10 °C.[nedostaje izvor]

### Arhitektura
Brandenburška vrata, Reichstag i Siegessäule su najpoznatiji simboli Berlina i građevine poznate širom svijeta. A simbol Berlina kojeg vole svi Berlinčani je i Berliner Bär (berlinski medvjed).
UNESCOvi spomenici u Berlinu su Muzejski otok, Dvorci i parkovi u Berlinu i Stambena naselja berlinske moderne.
Berlinski televizijski toranj - visok 368 metara, sagrađen 1969. blizu Alexanderplatz-a. S njegovog vidikovca, s visine od 204 metra, može se vidjeti cijeli grad.
- Brandenburška vrata.
- Museumsinsel
- Bundestag)
- Stambena naselja berlinske moderne

## Stanovništvo
Grad Berlin ima približno 3,7 milijuna stanovnika (2023). Urbani pojas s predgrađima (Agglomeration Berlin) ima 4,8 milijuna stanovnika (2023).
U Berlinu živi 800.000 stranaca (23%; 31. prosinca 2023.). Prema podacima iz 2015. godine, čak 14.1% stanovnika Berlina nije imalo njemačko državljanstvo. Glavnu manjinu čini tursko stanovništvo s gotovo 100 000 stanovnika, dok su određene društvene skupine prostorno raspoređene u pojedinim dijelovima grada. Kreuzberg se ističe kao dio grada s najviše stranaca. 

### Jezik
Izvorno se u Berlinu govorio istočni donjonjemački. On je u gradu izumro kao pisani jezik u 16. stoljeću te kasnije i kao govorni jezik. Sadašnji berlinski njemački jest dio berlinsko-branderburške skupine unutar srednjonjemačkih jezika.

### Religija
Prema vjerskoj opredijeljenosti u prosincu 2023. godine 7,2 % stanovnika izjasnilo se kao katolici, 12,3 % kao protestanti, a 80,5 % su neke druge vjere ili nisu vjerski opredijeljeni.[nedostaje izvor]

## Političko uređenje

### Savezna pokrajina
Danom njemačkog ujedinjenja 3. listopada 1990. godine jedinstveni Berlin postao je jedna od 16 njemačkih saveznih pokrajina i jedna od tri savezne pokrajine koja je ujedno i grad (uz Hamburg i Bremen).
Bivši Zapadni Berlin bio je de facto enklava Zapadne Njemačke unutar Istočne Njemačke i imao je neke ovlasti savezne pokrajine, ali je formalno i vojno ostao pod upravom zapadnih saveznika; SAD-a, Velike Britanije i Francuske, i de jure nije bio dio Zapadne Njemačke. Istočni Berlin je od 1949. do 1990. godine bio glavni grad Istočne Njemačke, što je bilo protivno dogovoru četiriju savezničkih sila.
Berlinom upravlja Senat Berlina koji se sastoji od gradonačelnika i 8 senatora koji imaju zastupnički status. Gradonačelnik je predstavnik države Berlin. Zakonodavnu vlast u gradu-pokrajini vrši Zastupnički dom (Abgeordnetenhaus).

### Gradski okruzi
Berlin je podijeljen na 12 okruga.
| Okrug                      | Broj stanovnika 30. lipnja 2007 | Površina u km² |  |
| -------------------------- | ------------------------------- | -------------- |  |
| Charlottenburg-Wilmersdorf | 315.629                         | 64,72          |  |
| Friedrichshain-Kreuzberg   | 266.845                         | 20,16          |  |
| Lichtenberg                | 257.270                         | 52,29          |  |
| Marzahn-Hellersdorf        | 249.617                         | 61,74          |  |
| Mitte                      | 327.080                         | 39,47          |  |
| Neukölln                   | 305.794                         | 44,93          |  |
| Pankow                     | 360.609                         | 103,01         |  |
| Reinickendorf              | 241.682                         | 89,46          |  |
| Spandau                    | 224.100                         | 91,91          |  |
| Steglitz-Zehlendorf        | 288.727                         | 102,50         |  |
| Tempelhof-Schöneberg       | 331.589                         | 53,09          |  |
| Treptow-Köpenick           | 236.400                         | 168,42         |  |

Svaki okrug ima vladu (Bezirksamt), koja se sastoji od pet zastupnika i predsjednika okruga.

## Gospodarstvo
Razvoj grada potaknut je bio prvo trgovinskom razmjenom s ostalim gradovima Velike Hanze, a sljedeći važniji korak u razvoju grada bila je industrija. Današnji i budući razvoj grada gradi se na povećanju turističkog i prometnog značaja grada.
- Siemens
- BMW
- Zalando
- Bayer Pharmaceuticals

### Turizam
Najveći broj turističkih noćenja ostvaruju gosti iz Njemačke. Veliki broj posjetitelja dolazi i iz Italije, SAD-a, Španjolske, Velike Britanije, Švicarske, Francuske i Nizozemske. Posljednjih godina posebno su porasla noćenja gostiju iz istočnoeuropskih zemalja. Godine 2017. Berlin je ostvario oko 31,2 milijuna noćenja.

## Obrazovanje i znanost

### Sveučilišta
- Slobodno berlinsko sveučilište
- Humboldtovo sveučilište Berlin
- Tehničko sveučilište u Berlinu
- Charité  (Medicinski fakultet)
- Sveučilište umjetnosti

### Sveučilišta primijenjenih znanosti
- Viša škola Alice-Salomon/ za socijalni rad i pedagogiju   Arhivirana inačica izvorne stranice od 28. veljače 2008. (Wayback Machine)
- Viša evangelička škola
- Viša katolička škola
- Viša tehnička i ekonomska škola   Arhivirana inačica izvorne stranice od 18. rujna 2012. (Wayback Machine)
- Viša škola ekonomskih znanosti   Arhivirana inačica izvorne stranice od 1. ožujka 2009. (Wayback Machine)
- Viša glazbena škola Hanns Eisler
- Viša tehnička škola   Arhivirana inačica izvorne stranice od 4. kolovoza 2012. (Wayback Machine)

### Dobitnici Nobelove nagrade
| - 1901. Jacobus Henricus van ’t Hoff - 1901. Emil Adolf von Behring - 1902. Emil Fischer - 1902. Theodor Mommsen - 1905. Adolf von Baeyer - 1905. Robert Koch - 1907. Albert Abraham Michelson - 1907. Eduard Buchner - 1908. Paul Ehrlich - 1909. Karl Ferdinand Braun - 1910. Otto Wallach - 1910. Albrecht Kossel - 1910. Paul Heyse - 1911. Wilhelm Wien - 1914. Max von Laue - 1915. Richard Willstätter - 1918. Fritz Haber - 1918. Max Planck | - 1920. Walther Nernst - 1921. Albert Einstein - 1925. Gustav Ludwig Hertz - 1925. James Franck - 1925. Richard Adolf Zsigmondy - 1928. Adolf Otto Reinhold Windaus - 1929. Hans von Euler-Chelpin - 1931. Otto Heinrich Warburg - 1932. Werner Heisenberg - 1933. Erwin Schrödinger - 1935. Hans Spemann - 1936. Peter Debye - 1939. Adolf Butenandt - 1944. Otto Hahn | - 1950. Kurt Alder - 1950. Otto Diels - 1953. Fritz Albert Lipmann - 1953. Hans Adolf Krebs - 1954. Max Born - 1956. Walther Bothe - 1986. Ernst Ruska - 1991. Bert Sakmann - 1994. Reinhard Selte - 2007. Gerhard Ertl - 2009. Herta Müller - 2020. Emmanuelle Charpentier |

## Kultura
Glavnom gradu Savezne Republike Njemačke danas nepobitno raste važnost u nacionalnom i globalnom poimanju. U Berlin su se doselile kreativne grane i brojni uredi medijskih, glazbenih i umjetničkih kuća raštrkani su svuda po gradu. 
Berlin je u međuvremenu postao lokacija za partijanersku scenu, s mnogim šik klubovima.

### Festivali
Neki od festivala koji se održavaju u Berlinu su ulični festivali poput Christopher Street, Božićni sajam koji se održava preko Rathausa te „Noć muzeja”, koji otvara preko 80 muzeja otvorenih preko noći, Filmski festival u Hamburgu, i dr.[nedostaje izvor]

### Kazališta
- Schaubühne
- Narodna pozornica
- Njemačko kazalište
- Berlinski ansambl
- Kazalište Zapada
- Friedrichstadt-Palast
- Grips-Theater
- Kazalište na Potsdamskom trgu   Arhivirana inačica izvorne stranice od 5. ožujka 2005. (Wayback Machine)
- Kazalište Maxima Gorkog
- Renesansno kazalište

### Muzeji
- Muzejski otok čini pet muzeja: Stari muzej, Novi muzej, Pergamski muzej, Bode muzej i Stara nacionalna galerija
- Njemački muzej tehnologije u Kreuzbergu
- Muzej pošte i telekomunikacija
- Nova nacionalna galerija, s jednim od posljednjih djela Ludwiga Mies van der Rohea
- Stara nacionalna galerija, 19. stoljeće – slike i skulpture   Arhivirana inačica izvorne stranice od 8. lipnja 2004. (Wayback Machine)
- Židovski muzej u Berlinu
- Hamburški kolodvor
- Muzej europske kulture
- Berlinska državna galerija   Arhivirana inačica izvorne stranice od 28. prosinca 2005. (Wayback Machine)
- Muzej Bauhaus
- Muzej Bröhan
- Njemački muzej Guggenheim   Arhivirana inačica izvorne stranice od 12. lipnja 2005. (Wayback Machine)
- Njemački muzej filma  itd.
- DDR muzej
- Stasimuseum Berlin
- Futurium

### Klubovi
(2024)
| - Aeden - Berghain - Cassiopeia - Club der Visionäre - Golden Gate - Hoppetosse - Klunkerkranich | - Kitkat Club - Ma Baker Club - Matrix - Paloma - Ritter Butzke - RSO | - Sage Beach - SO36 - Soda Club Kulturbrauerei - Sisyphos - Tresor - Watergate |

### Opere
- Njemačka opera
- Državna opera Pod lipama (Unter den Linden)
- Komische Oper

### Festivali
- Festival hrvatske glazbe u Berlinu, stvoren prema modelu Festivala hrvatske glazbe u Beču[4]
- Venus Berlin / Venus Award
- Internationales Literaturfestival Berlin
- Božićni sajam na Gendarmenmarkt

### Zoološki vrtovi
- Zoologischer Garten Berlin – Berlinski zoološki vrt, berlinski najstariji zoološki vrt u centru grada
- Tierpark Friedrichsfelde –, osnovan od strane DDR u parku povijesnog zamka u Istočnom Berlinu.

### Gastronomija
- KaDeWe
- Döner Kebab
- Berliner

## Promet

### Javni gradski promet
- U-Bahn – (pretežno) podzemna željeznica
- S-Bahn - (pretežno) nadzemna željeznica

- Tram/Straßenbahn, tramvajski sustav, osobito rasprostranjen u istočnom dijelu
- Autobusni promet
- Trajekti

Svim prijevoznim sredstvima javnog gradskog prometa može se putovati jednom kartom.

### Željeznički kolodvori
- Berlinski glavni kolodvor
- kolodvor Berlin-Charlottenburg
- Kolodvor ZOO (Berlin Zoologischer Garten)
- kolodvor Berlin-Friedrichstraße
- kolodvor Berlin-Alexanderplatz
- Istočni kolodvor-Berlin
- kolodvor Westkreuz
- kolodvor Ostkreuz
- kolodvor Spandau
- kolodvor Schönefeld

### Zračne luke
- međunarodna zračna luka Berlin-Schönefeld (SXF), proširena i preimenovana u međunarodnu zračnu luku Berlin-Brandenburg (BER)
- međunarodna zračna luka Tegel (TXL) zatvorena je 2020. godine
- međunarodna zračna luka Tempelhof (THF) zatvorena je 2008. godine

### Luke
- Westhafen (Zapadna luka) – najveća luka u Berlinu 173.000 četvornih metara, za pšenicu i teška dobra.
- Südhafen (Južna luka) – površine od oko 103.000 metara četvornih, za pšenicu i teška dobra.
- Hafen Berlin Neukölln (Luka Neukölln) – sa samo 19.000 metara kvadratnih, najmanja luka, za građevinske materijale.

### Glavne prometnice
Berlin ima nekoliko autocestama - do sljedećim gradovima Dresden (Bundesautobahn 13), München (Bundesautobahn 9), Dortmund i Oberhausen (Bundesautobahn 2), Hamburg (Bundesautobahn 24), Penkun i prema Poljskoj do grada Szczecin, Bundesautobahn 11, E28) i Frankfurt na Odri na granici s Poljskom (Bundesautobahn 12) i dalje do Poznanj i Varšavi i Berliner Ring i Stadtring.

## Šport
- 1. FC Union Berlin
- Hertha BSC
- Alba Berlin
- Füchse Berlin
- Eisbären Berlin
- Wasserfreunde Spandau 04
- Berlin je bio domaćin Ljetnih Olimpijskih igara 1936. godine.
- Berlin je bio domaćin Svjetskog prvenstva u vodenim sportovima 1978.
- Berlin je sudjelovao u organizaciji Svjetskog prventstva u nogometu 2006.
- Berlin je 2009. bio domaćin Svjetskog prvenstva u atletici

## Poznate osobe
- Konrad Zuse - njemački inženjer i pionir u području računarstva
- Alexander von Humboldt - njemački prirodoslovac i istraživač
- Marlene Dietrich - glumica i pjevačica
- Ludwig Tieck - njemački književnik
- Karl Bleibtreu - njemački književnik
- Vilim II., njemački car
- Paul von Heyse - njem. književnik i dramatičar
- Alfred Wegener
- Jérôme Boateng

## Nagrade
- Verdienstorden der Bundesrepublik Deutschland
- European Film Award
- Verdienstorden des Landes Berlin
- Leo-Baeck-Preis
- Bambi
- Prix Europa

## Vanjske poveznice
- Službena internet stranica grada Berlina
- Alt-Berlin  Arhivirana inačica izvorne stranice od 24. travnja 2010. (Wayback Machine) Arhiva povijesnih karata Berlina, od 1738. do danas.
- Statistika Berlina

- Berlinski umjetnici  Arhivirana inačica izvorne stranice od 21. rujna 2005. (Wayback Machine)
- Slike Berlina od 1989. do 1999.  Arhivirana inačica izvorne stranice od 30. svibnja 2019. (Wayback Machine)